# Sadao Araki
Sadao Araki (jap. 荒木 貞夫 Araki Sadao; ur. 26 maja 1877 w Komae, zm. 2 listopada 1966 w Totsukawie w prefekturze Nara) – japoński dowódca wojskowy, generał Armii Cesarskiej oraz polityk.

## Zarys biografii
Brał udział w wojnie rosyjsko-japońskiej. W czasie Wielkiej Wojny był attaché wojskowym w Rosji. Od 1927 generał. Pełnił szereg funkcji ministerialnych. W latach 1931–1934 był ministrem wojny, 1938–1939 ministrem edukacji, 1934–1936 doradcą cesarza, członkiem Najwyższej Rady Wojennej, 1939–1940 starszym radcą rządowym.
Był jednym z inicjatorów japońskiej polityki ekspansji militarnej. Jako minister edukacji przekształcił system szkolnictwa dla potrzeb wojskowych. Był twórcą Kōdō-ha (Ugrupowania Drogi Cesarskiej lub Frakcji Drogi Cesarskiej, 1931–1936), nacjonalistycznej grupy ekstremistycznie nastawionych militarystów.
Po II wojnie światowej znalazł się w gronie oskarżonych o zbrodnie wojenne i stanął przed Międzynarodowym Trybunałem Karnym dla Dalekiego Wschodu w Tokio. Został uznany za winnego i skazany na dożywotnie więzienie. Zwolniono go w 1955 warunkowo z powodu stanu zdrowia, a następnie ułaskawiono.